# پیمان سنندجی‌زاده
پیمان سنندجی‌زاده (آذر ۱۳۵۲-آذر ۱۳۷۴) بازیگر سینمای ایران بود که در نقش «شهید بهروز» در فیلم سفر به چزابه نقش آفرینی کرد. روز ۲۰ آذر ۱۳۷۴ خودرویی که قرار بود او را سر صحنه فیلمبرداری ببرد دچار حادثه شد و او پس از دو روز بستری شدن در بیمارستان به دلیل شدت جراحات در سن ۲۲ سالگی درگذشت.

## زندگی‌نامه
متولد اول آذرماه سال ۱۳۵۲ از کرمانشاه می‌باشد. برحسب شغل پدر که نظامی بود دوران کودکی را در شهر سنندج و دوران ابتدایی و راهنمایی را در بروجرد گذارند. سنندجی زاده از کودکی به هنرهای مختلف علاقه فراوان داشت و اوقات فراغتش را به مطالعه سپری می‌کرد. در سال ۱۳۶۸ به علت انتقال پدرش به همراه خانواده به تهران عزیمت نمود. از پاییز ۱۳۷۲ فعالیت‌های هنری به ویژه بازیگری را در فرهنگسرای بهمن به صورت مستمر پیگیری نمود که حاصل آن چندین نمایشگاه در جشنواره دانشجویی بود. وی به جز بازیگری در طراحی، نقاشی، عکاسی، نمایشنامه نویسی و قلمزنی در مطبوعات فعالیت داشت همچنین به سرودن شعر نیز علاقه‌مند بود.
در تابستان ۱۳۷۳ پیمان از بین ۶۰۰ نفر داوطلب جهت ایفای نقش در فیلم جنگی نجات یافتگان انتخاب شد و به لحاظ استعداد هنرمندانه اش برای فیلم جنگی دیگری به نام سفر به چزابه جهت یک نقش اساسی انتخاب شد ولی قبل از پایان فیلم سفر به چزابه در روز دوشنبه بیستم آذرماه ۱۳۷۴ در حین رفتن به محل فیلمبرداری در اثر سانحه رانندگی مجروح و پس از دو روز بستری در بیمارستان درگذشت.

## فیلمشناخت
1. نجات یافتگان (۱۳۷۴)
2. سفر به چزابه (۱۳۷۴)